# The Italian Job (2003)
The Italian Job is een Amerikaanse heistfilm uit 2003 onder regie van F. Gary Gray. De titel, de naam van het hoofdpersonage en enkele elementen uit de plot zijn gebaseerd op die uit de gelijknamige Britse film uit 1969 met Michael Caine.
The Italian Job (2003) won een Taurus World Stunt Award voor de speedbootachtervolging. De film zelf werd genomineerd voor onder meer een Saturn Award.

## Verhaal
Charlie Croker (Mark Wahlberg), John Bridger (Donald Sutherland),  'Handsome Rob'  (Jason Statham), Lyle 'Napster'  (Seth Green), Steve (Edward Norton) en  'Left Ear'  (Mos Def) zijn samen in Venetië om er een kraak te zetten. Ze hebben een kluis op het oog met daarin voor 35 miljoen dollar aan goudstaven. Hiermee willen ze stuk voor stuk definitief binnenlopen en alles kopen wat ze altijd al wilden hebben. Ieder heeft zo zijn eigen specialiteit, zoals het besturen van vluchtvoertuigen, brandkasten kraken, computertechnologie en explosieven. Voor de ervaren Bridger is het de laatste klus in zijn carrière als dief. Door zijn criminele loopbaan heeft hij zijn dochter Stella (Charlize Theron) amper zien opgroeien. Na de kraak wil hij daarom zo veel mogelijk tijd bij haar door gaan brengen.
De kraak verloopt voorspoedig. De groep blaast met explosieven de vloer onder de brandkast weg die daardoor in het water onder het gebouw valt. Het lijkt niettemin of die opgevangen is in de speedboot waarmee Rob ervandoor gaat en zodoende de autoriteiten met zich mee lokt. Ondertussen kraakt Bridger onder water de kluis zodat ze de goudstaven buit kunnen maken. De groep verspreidt zich, maar komt op veertig kilometer van Oostenrijk weer bij elkaar. Daar laden ze het goud in een truck en gaan ze er samen vandoor.
Druk fantaserend over wie wat gaat doen met zijn deel, wordt de truck klemgereden. Het blijken handlangers van Steve, die de groep verraadt. Hij schiet Bridger dood, dumpt de rest van de groep met wagen en al in de ijskoude rivier en schiet nog een magazijn leeg op het wateroppervlak. Wanneer hij ervan overtuigd is dat er niemand meer levend bovenkomt, gaat hij er met zijn handlangers en het goud in de wagen die hen klemreed vandoor. De hele groep komt niettemin verderop aangeslagen maar levend boven water, behalve de doodgeschoten Bridger.
Een jaar later is Stella aan het werk wanneer Croker daar opduikt. Stella is een professionele kluizenkraker die (legaal) brandkasten test op kraakgevoeligheid in opdracht van de eigenaars hiervan. Ze leerde de fijne kneepjes van het vak van haar vader, maar is zelf altijd op het rechte pad gebleven. Als kluizenkraker heeft ze de naam een van de beste te zijn. Exact de reden waarom Croker is gekomen. Hij heeft ontdekt dat Steve tegenwoordig in een groot, extreem goed beveiligde villa in Hollywood woont. Samen met Rob, Lyle en Left Ear wil hij wraak gaan nemen door Steve van zijn fortuin te ontdoen. Daarom wil hij dat Stella meegaat met hen om de functie over te nemen die haar vader eerst had. Dit druist eigenlijk tegen haar eerste gevoelens in, maar ze stemt toe omdat ze dolgraag het gezicht van haar vaders moordenaar wil zien wanneer hem alles afgenomen wordt. Een bijkomend voordeel is dat Steve haar niet kent en denkt dat de andere vijf dood zijn, zodat ze een manier hebben om onopgemerkt contact te zoeken en uit te vinden hoe ze de roof aan moeten pakken. Steve is niettemin als voormalig meesterdief ook niet voor één gat te vangen, zodat er een spel ontstaat wie er wie te slim af kan zijn. Hij schoot tijdens het verpatsen van zijn goudstaven bovendien de Oekraïense crimineel Yevhen (Boris Lee Krutonog) dood. Daardoor verschijnt de bloeddorstige Mashkov (Olek Krupa) op het toneel als derde partij. Hij wil weten wie Yevhen vermoordde en de dader op zijn eigen manier straffen

## Bloopers/fouten
Tijdens de rit met de drie geldtrucks worden deze gevolgd door motorfietsen. Het geluid wat men in de film hoort is van een viercilinder motor, maar de motoren zijn BMW r- serie motoren, dit zijn twee cilinder boxermotoren, met een heel ander geluid.

## Rolverdeling
| Acteur             | Personage                 | Opmerkingen |
| ------------------ | ------------------------- | --- |
| Hoofdrollen        |                           | |
| Mark Wahlberg      | Charlie Croker            | gespeeld door Michael Caine in het origineel |
| Charlize Theron    | Stella Bridger            | Bridgers dochter, kluizenexpert |
| Edward Norton      | Steve Frazelli            | |
| Donald Sutherland  | John Bridger              | Vernoemd naar de financier van de heist in het origineel |
| Jason Statham      | Handsome Rob              | Vrouwenmagneet en topchauffeur |
| Seth Green         | Lyle / 'The Real Napster' | Computerexpert. De échte ontwikkelaar van Napster, Shawn Fanning, parodieert zichzelf in een scène waarin hij het idee voor Napster van Lyle lijkt te stelen |
| Mos Def            | Left Ear                  | Explosievenexpert, doof aan zijn rechteroor na een ongelukje met een bom als kind                                                                            |
| Franky G           | Wrench                    | |
| Olek Krupa         | Mashkov                   | |
| Martin Morales     | Valet                     | |
| Boris Lee Krutonog | Yevhen                    | |
| Oscar Nunez        | Security Guard            | |
| Julie Costello     | Becky                     | |
| Aaron Speiser      | Danielson                 | |
| Scott Adsit        | acteur                    | |

## Vervolg
Hoewel er nooit een vervolg verscheen op de originele Italian Job uit 1969, waren er geluiden dat er een vervolg op de remake uit 2003 zou komen, genaamd The Brazilian Job. Ook werd er een vermelding van deze mogelijke film op de Internet Movie Database geplaatst. Dit vervolg werd steeds weer uitgesteld en anno 2008 werd duidelijk dat er waarschijnlijk geen vervolg komt.